# Адобо (іспанська кухня)

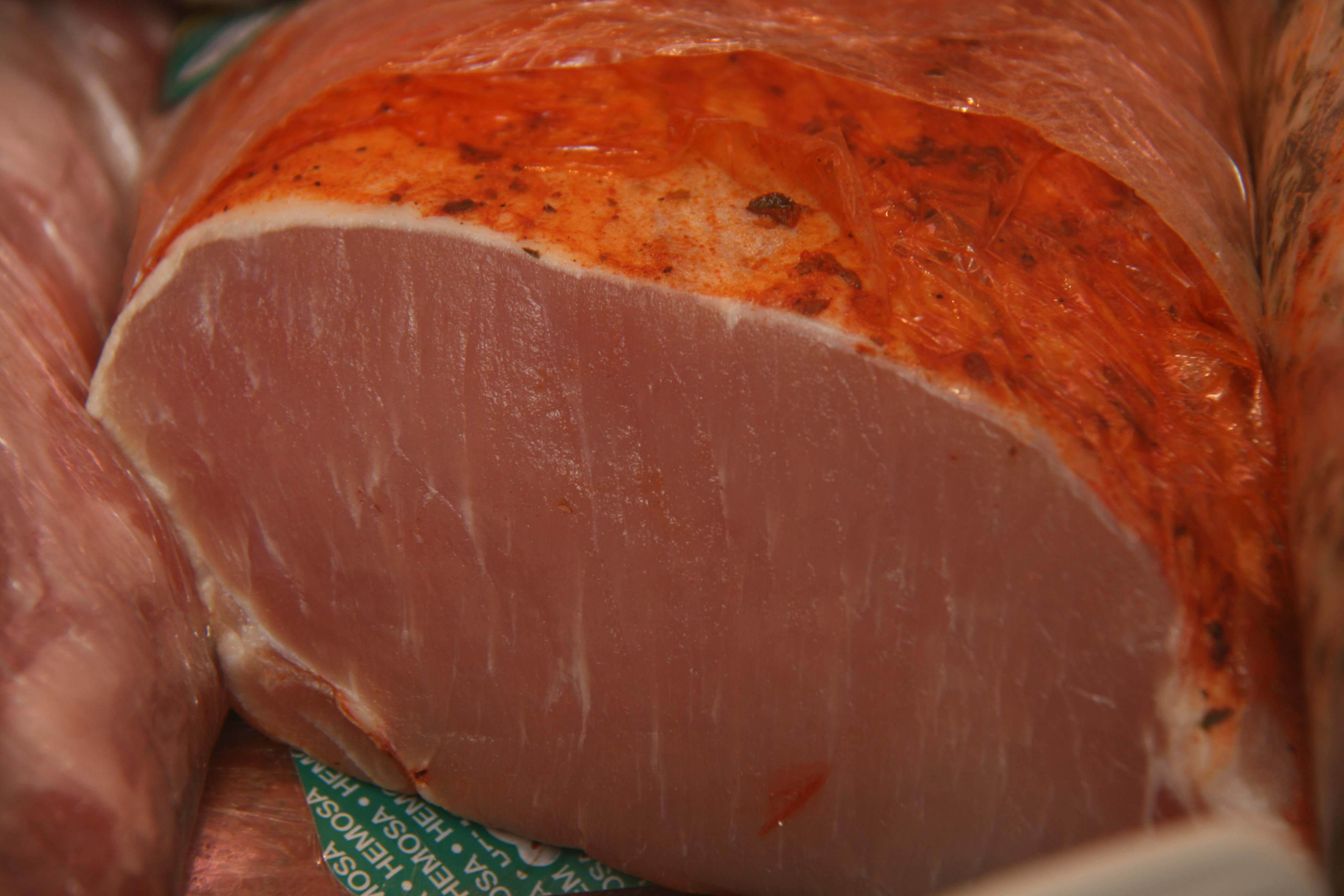
Lomo en adobo — свиняча корейка, маринована в адобо.

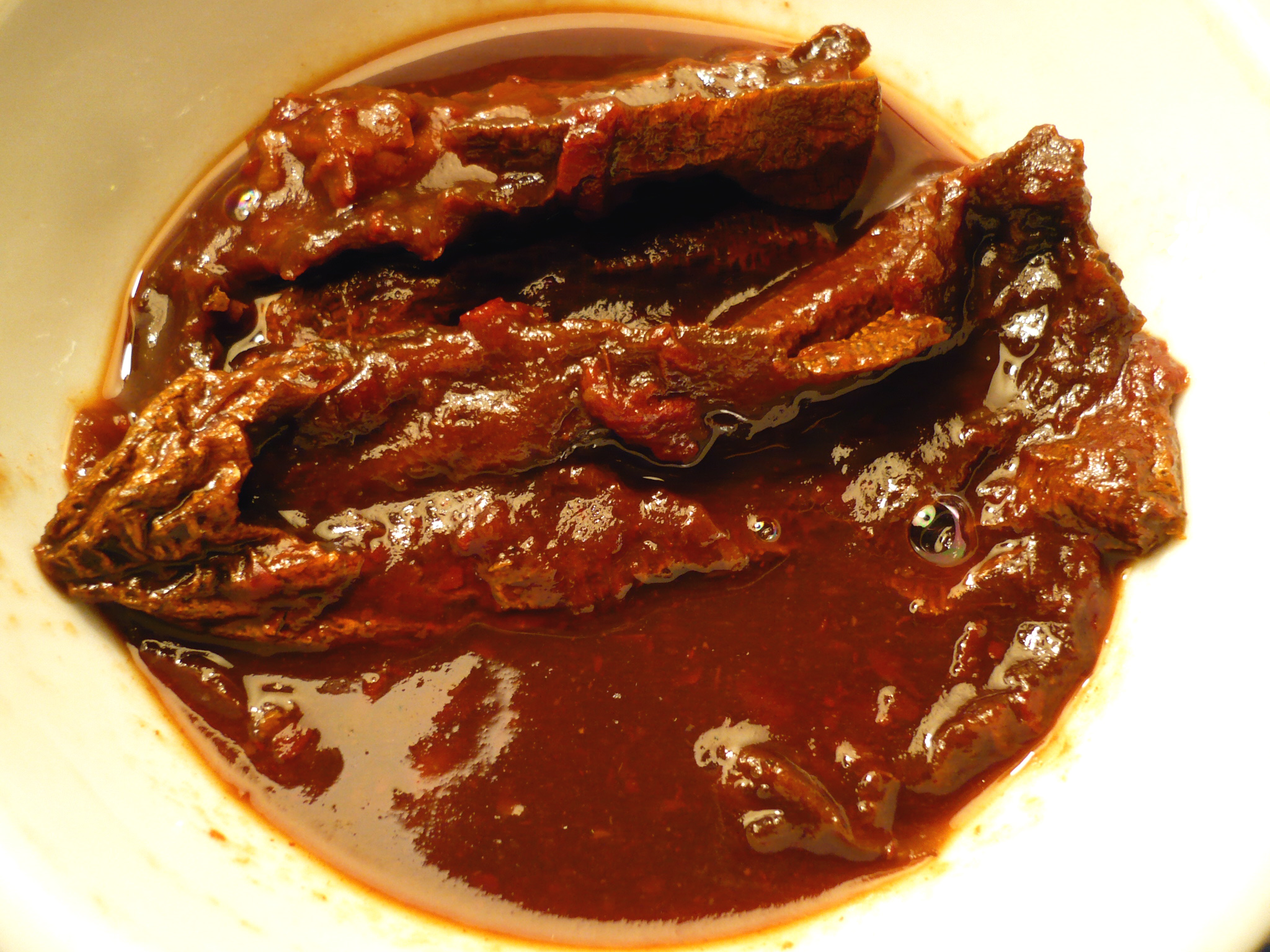
Chipotles en adobo — копчений, стиглий перець халапеньйо в адобо.

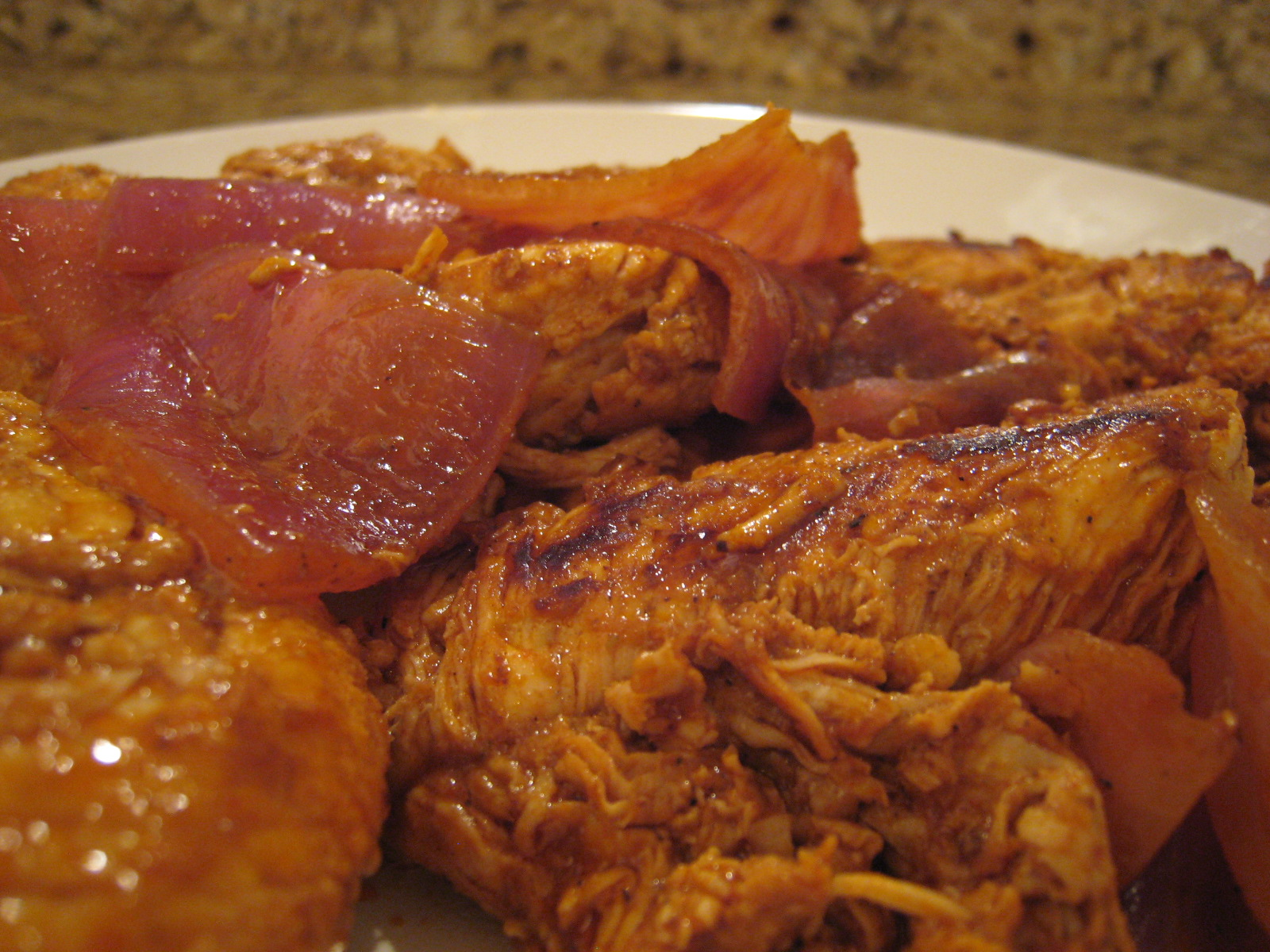
Перуанська курка адобо, виготовлена із сушеного аджі панка (чилі жовтого ліхтарика, китайського перцю).

Адоба або адобар (ісп. Adobo — маринад, соус або спеції) — занурення приготовленої їжі в бульйон (або соус), що складається з різноманітних паприки, орегано, солі, часнику та оцту для збереження та посилення смаку. Португальський варіант відомий як «Carne de vinha d'alhos». Ця практика, що походить з Іберії (Іспанська кухня та португальська кухня), була широко поширена в Латинській Америці, а також в іспанських і португальських колоніях в Африці та Азії.
На Філіппінах іспанці колоніальної епохи на островах дали назву адобо іншому місцевому методу приготування їжі, який також використовує оцет. Хоча схоже на те, що це розвивалося незалежно від іспанського впливу.

## Характеристика
У роки після прибуття європейців до Америки м'ясо та рибу почали консервувати новими методами. Низькі температури сприяють збереженню харчових продуктів, але при вищих температурах необхідні інші методи, такі як адобо, стали необхідними. Тварин зазвичай забивали в найхолодніші місяці зими, але надлишки м'яса потрібно було зберігати в теплі місяці. Цьому сприяло використання адобосу (маринаду) разом із паприкою (речовина, яка може мати антимікробні властивості завдяки вмісту капсаїцину). Паприка надає червонуватого кольору адобосу, а капсаїцин в паприці розчиняється в жирах, що дозволяє йому проникати за межі поверхні тканини.

## Застосування
Спочатку адобо використовувався як спосіб консервування їжі, але з часом — із появою методів охолодження — він став використовуватися переважно як метод ароматизації їжі перед приготуванням. Традиційні препарати були створені з метою ароматизації, такі як cazón en adobo (риба-собака в адобо, зроблена зі шкільної риби та походить з Кадіса, міста в провінції Кадіс в Іспанії); berenjenas de Almagro (баклажан Альмагро, маринований баклажан, характерний для кухні «Манчега» з регіону Кастилія-Ла-Манча в Іспанії, зокрема з міста Альмагро в провінції Сьюдад-Реаль в Іспанії); та lomo en adobo (вирізка з яловичини або свинини в адобо).

## Варіації
Іменна форма в адобо описує маринад або суміш приправ. Рецепти варіюються в широких межах за регіонами: Пуерто-риканський адобо, який використовується в основному для м'яса, значно відрізняється від мексиканського різновиду. М'ясо мариноване або приправлене адобо, називається адобадо або адобада.

### Мексика
У Мексиці адобо відноситься до приправи або кулінарного соусу з основою, що містить чилі. Перець Анчо — це чилі Поблано, який сушать після того, як він стане червоним. Ці соуси використовують як маринад і для додання копченого, гострого смаку.

### Перець Чіпотле у соусі адобо
Адобо належати до маринованих страв, таких як перець Чіпотле у соусі адобо, в якому перець чіпотле (копчений, стиглий перець халапеньйо) тушкують у соусі з помідорами, часником, оцтом, сіллю та спеціями. Спеції різні, але зазвичай включають кілька видів перцю (крім чіпотле і, швидше за все ті, що знаходяться на руках); мелений кмин і сушене орегано. Деякі рецепти включають апельсиновий сік і сік лимона або лайма. Вони часто включають щіпку коричневого цукру, щоб компенсувати будь-який гіркий смак.

### Пуерто-Рико
Адобо в пуерто-риканському стилі — це приправлена сіль, якою щедро посипають або розтирають м'ясо та морепродукти перед приготуванням на грилі, тушуванням або смаженням. Супермаркети продають готові суміші. На острові є два види адобо. Вологе втирання, adobo mojado, складається з подрібненого часнику, оливкової олії, солі, чорного перцю, сухого або свіжого орегано бружо, цитрусового соку або оцту або суміші як цитрусових, так і оцту. Більш широко використовується на острові суха суміш adobo seco. Він простіше готується і має тривалий термін зберігання. Adobo seco складається з часникового порошку, солі, чорного перцю, сухого орегано бружо та іноді сушеної цедри цитрусових.

### Перу
Адобо — це типова страва перуанської кухні, особливо в районі Арепіка. Це страва зі свинини, маринованої в спеціях і овочах, яка готується в глиняному посуді до готовності. Хліб подається поряд для занурення в соус.

### Філіппіни

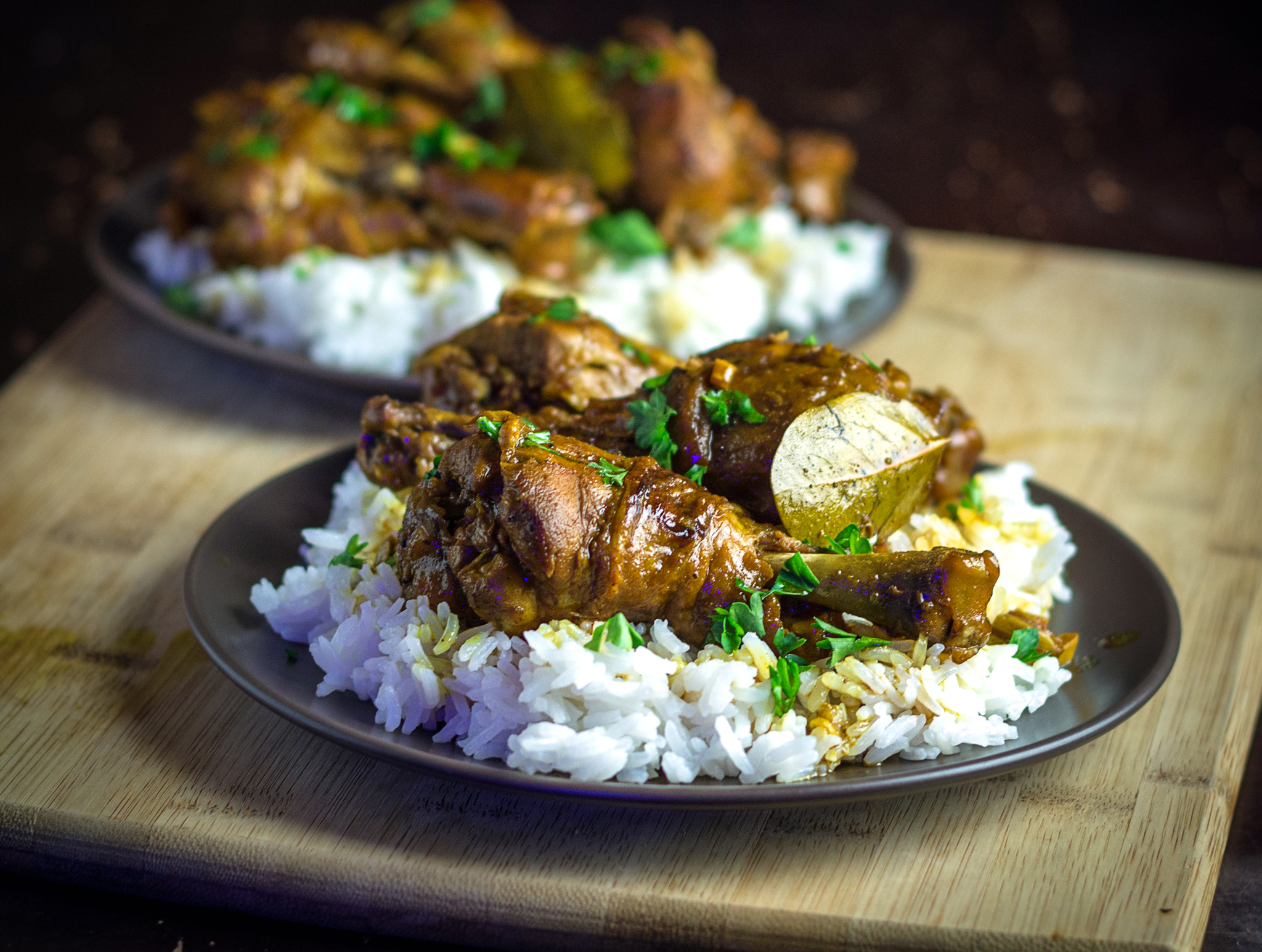
Філіппінський adobong manok

У філіппінській кухні, адобо  ставитися до загального процесу приготування їжі, корінного населення Філіппін. Коли іспанці вперше дослідили Філіппіни наприкінці XVI століття, вони зіткнулися з процесом приготування їжі, який передбачав тушкування в оцті. Іспанці називали його адобо через його зовнішню схожість з іспанським адобо. Філіппінський адобо є цілком окремим методом приготування їжі в відрізняється від іспанського маринаду.
На відміну від іспанського та латиноамериканського адобо, основними інгредієнтами філіппінського адобо є інгредієнти, що є рідними для Південно-Східної Азії, а саме оцет, соєвий соус або терен (рибний соус), горошини чорного перцю та лаврові листи. Традиційно не використовується перець чилі, паприка, орегано чи помідори. Існують інші відомі версії філіппінського адобо, Adobong Puti (білий адобо, приготований з сіллю замість соєвого соусу) і Adobong Tuyo (сухий адобо).
Страву зазвичай готують зі свинини або курки, а іноді лише з овочів, таких як кангконг (водяний шпинат) або сито (стручкова квасоля).
Його єдина подібність до іспанського та латиноамериканського адобо полягає в основному використанні оцту та часнику. Філіппінський адобо має характерний солоно-кислий (і часто солодкий) смак, на відмінну від іспанського та мексиканського адобо, які гостріші або настояні на орегано.

### Уругвай
В Уругваї, адобо — це суміш спецій з тих самих спецій іспанського маринаду, а також адобар — це використання цієї суміші як приправи. Соус з адобо, солі та води називається моджо.

## Історія
Одна з найперших ранніх згадок про адобо зустрічається в «Manual del Cocinero», «Repostero», «Pastelero», «Confitero Y Bortillero» завдяки Маріано де Рементерія (Mariano de Rementeria y FICA) в 1850 році.